# Elba, Nebraska
Elba är en ort i Howard County i delstaten Nebraska, USA.